# گذرنامه گواتمالایی
گذرنامهٔ گواتمالایی یک مدرک سفر بین‌المللی است که توسط کشور گواتمالا صادر می‌شود و بنا بر داده‌های سال ۲۰۲۳، دارندگان آن می‌توانستند به ۱۳۶ کشور دیگر بدون دریافت ویزا سفر کنند یا ویزا را در بدو ورود دریافت نمایند. این گذرنامه بر اساس رتبه‌بندی شاخص گذرنامهٔ هنلی در سال ۲۰۲۳ در رتبهٔ ۳۵ قرار داشت.